# Podosphaera fusca
Podosphaera fusca är en svampart som först beskrevs av Elias Fries, och fick sitt nu gällande namn av U. Braun & Shishkoff 2000. Podosphaera fusca ingår i släktet Podosphaera och familjen Erysiphaceae.   Inga underarter finns listade i Catalogue of Life.
I den svenska databasen Dyntaxa används istället namnet Sphaerotheca melampyri för samma taxon.  Arten är reproducerande i Sverige.

## Källor

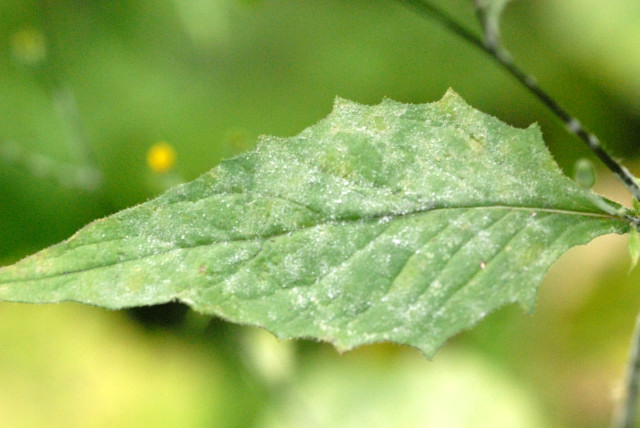
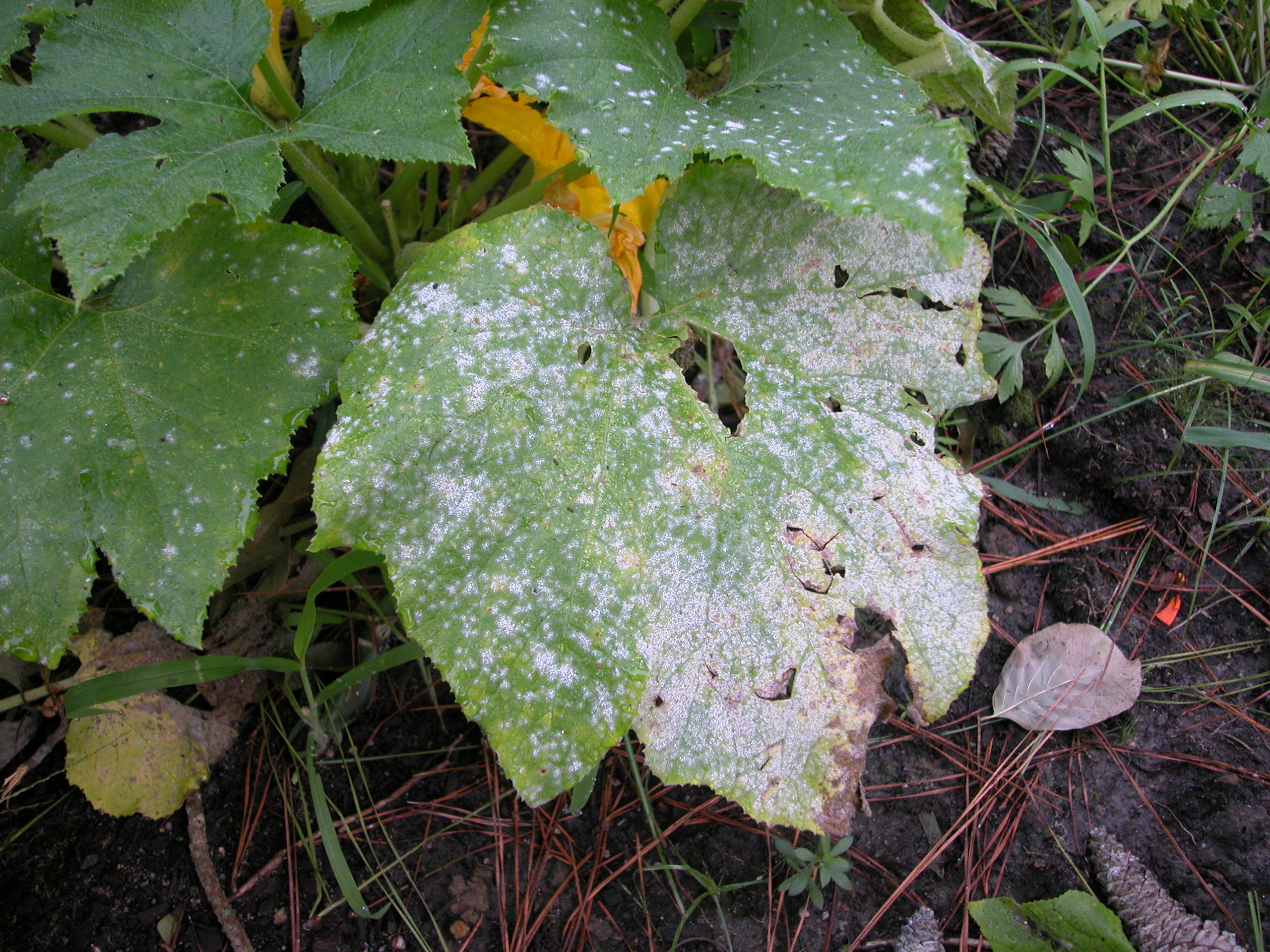
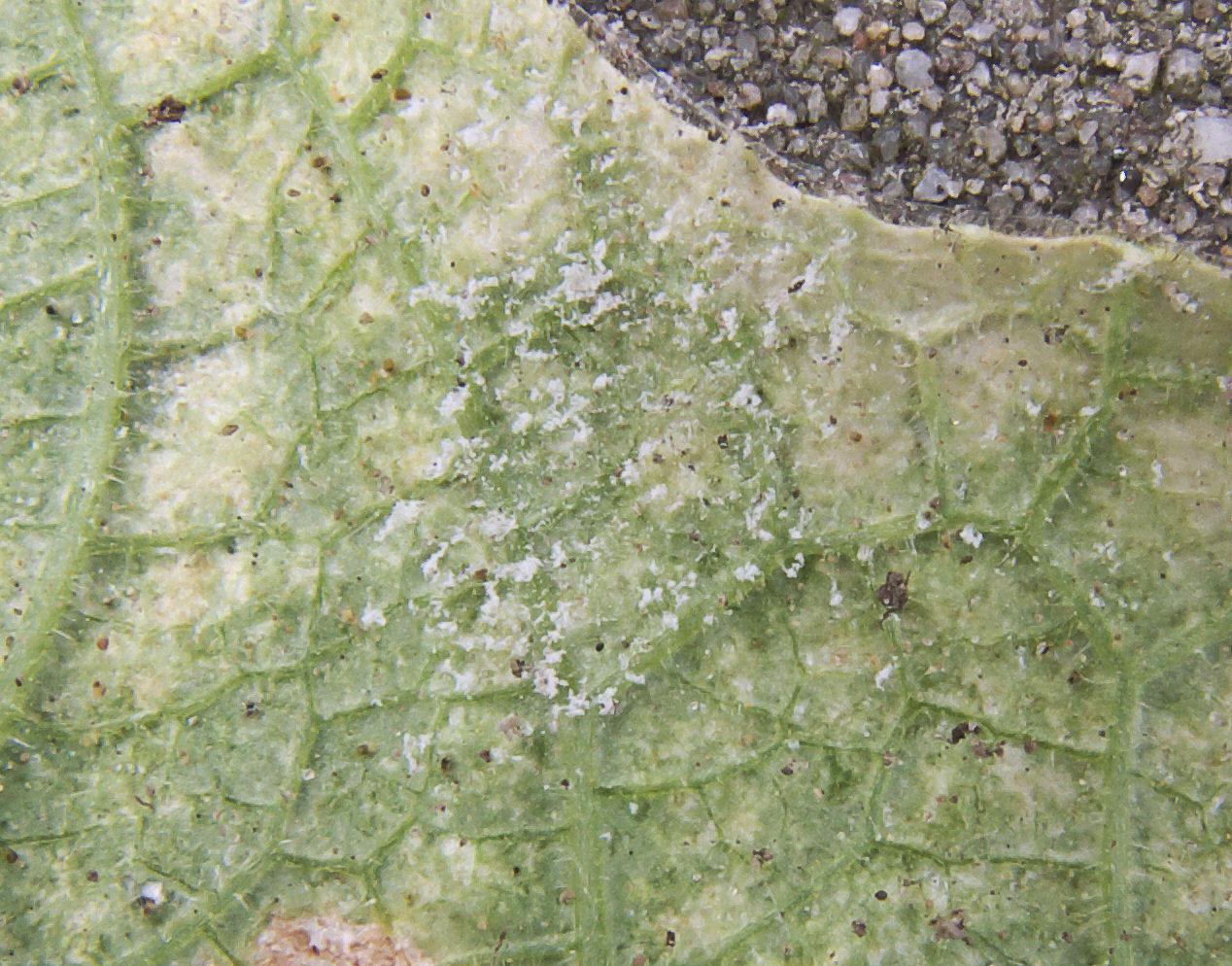
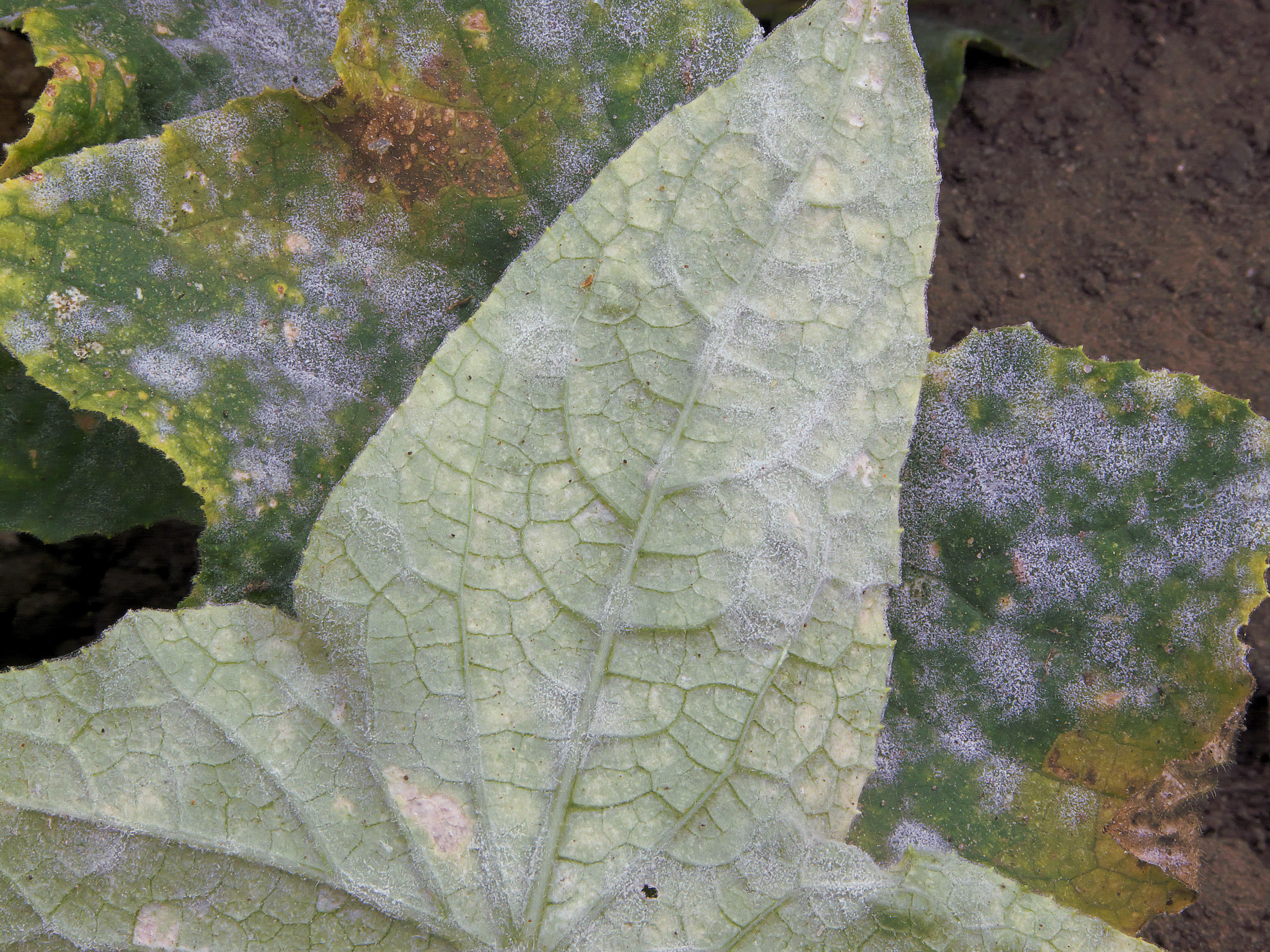
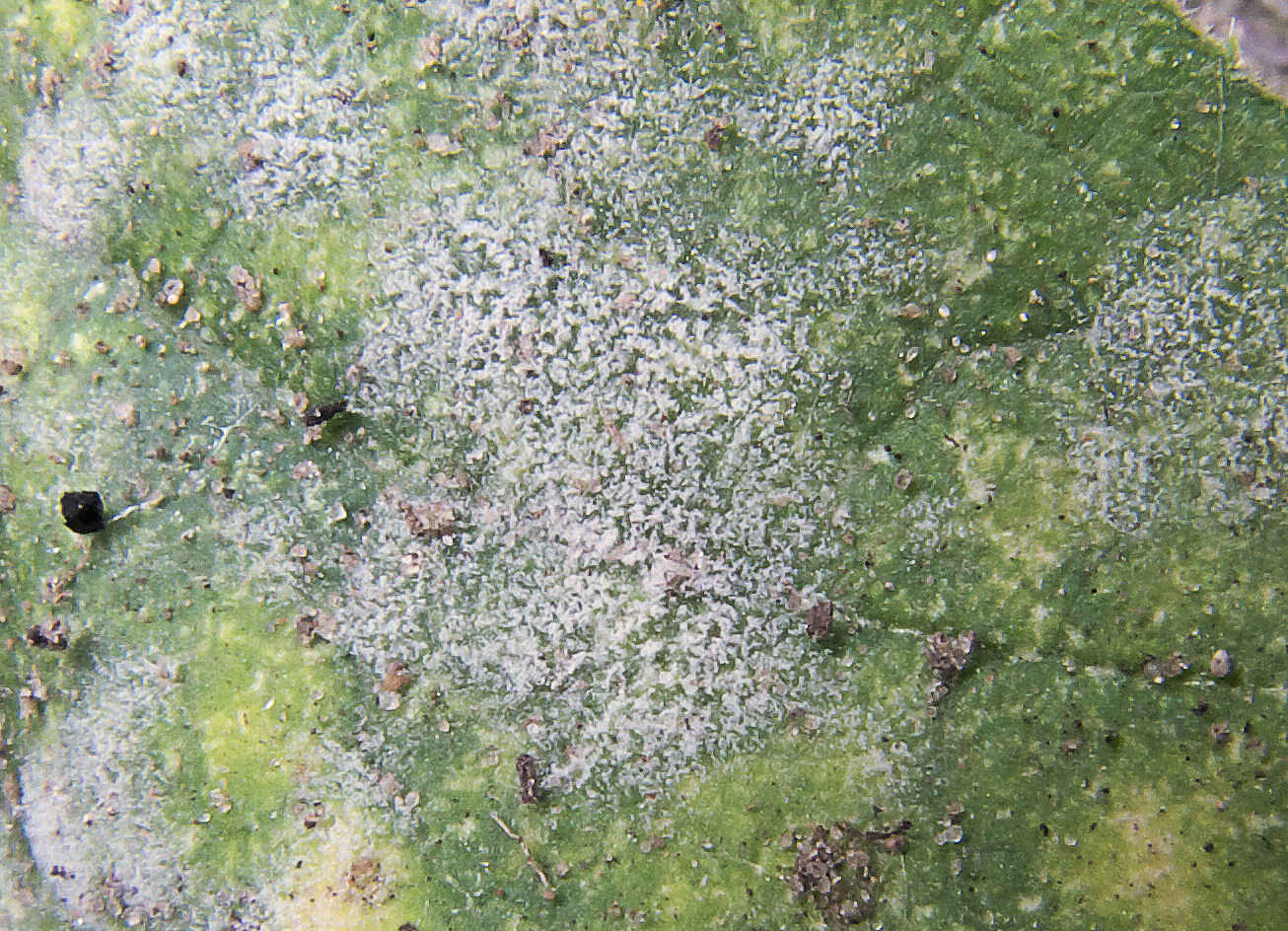
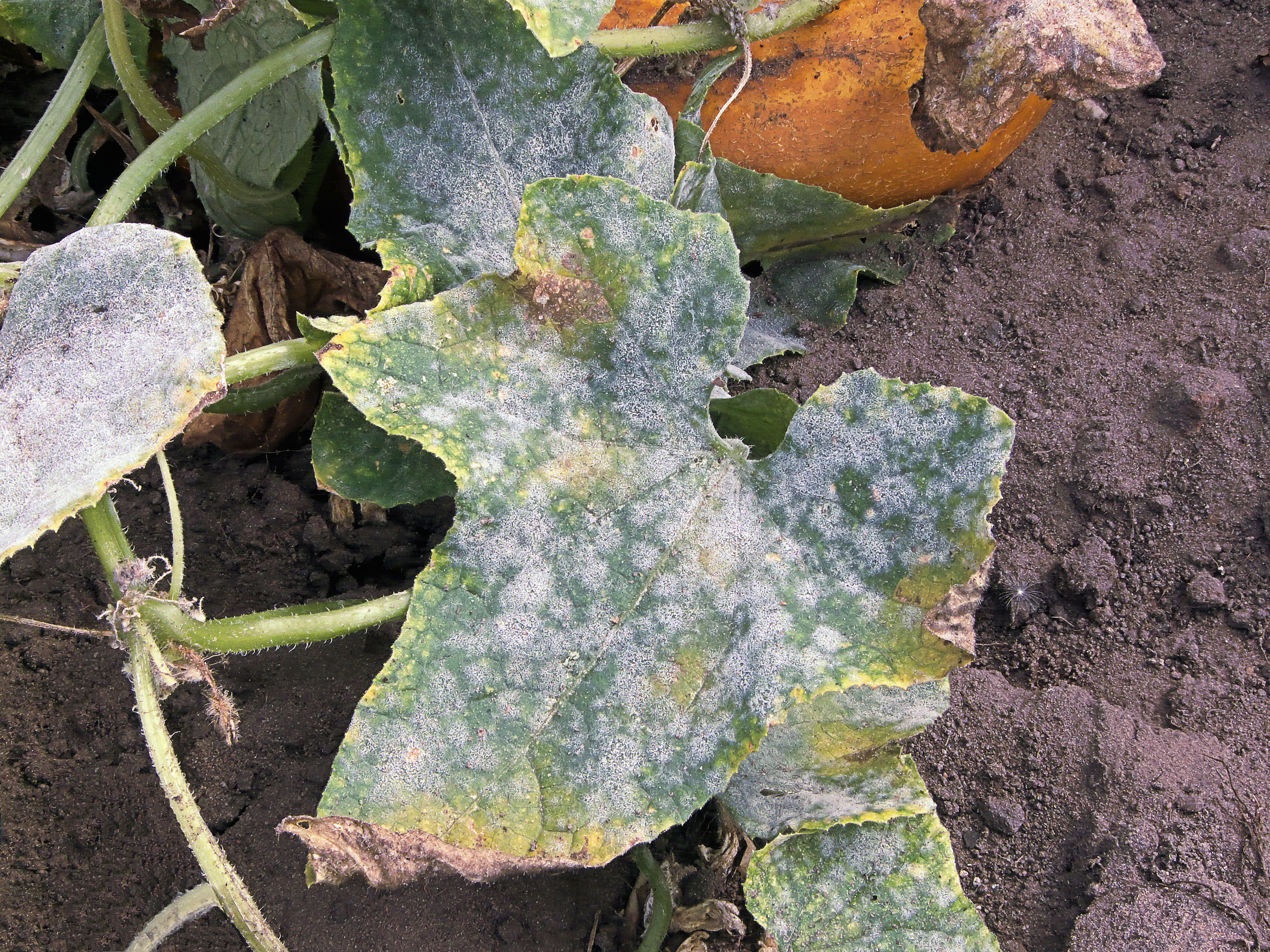
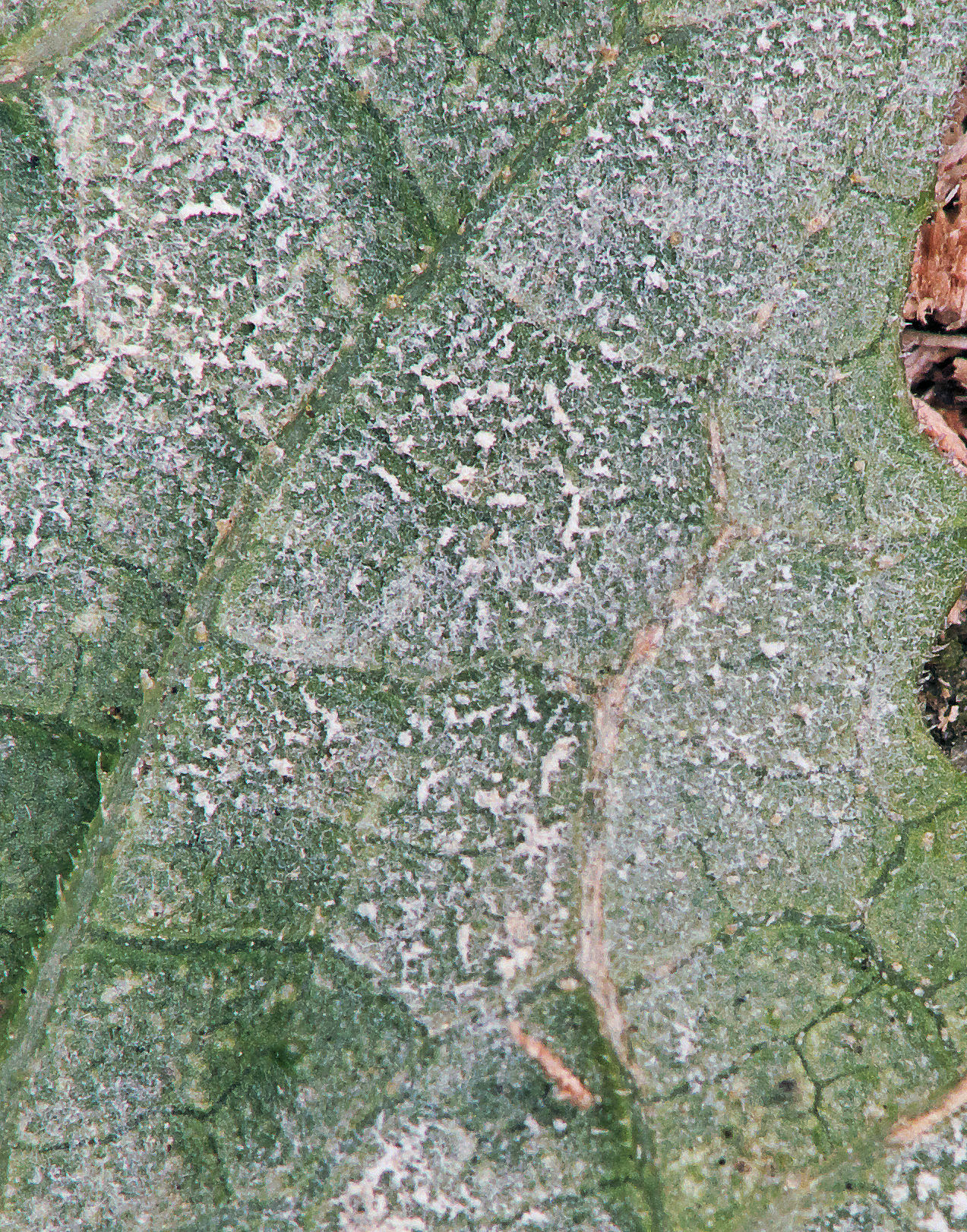
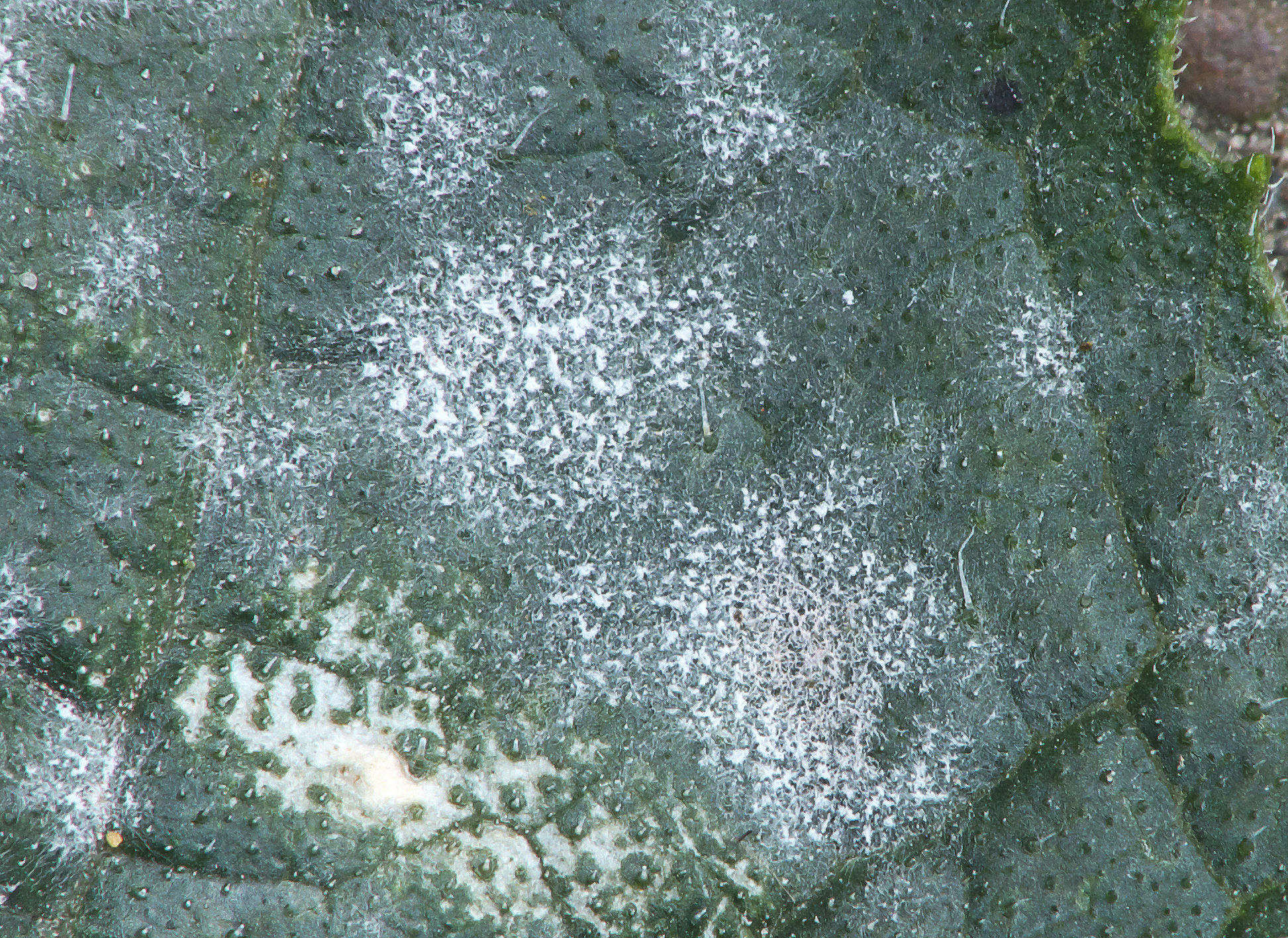